# Carlo Siviero
Carlo Siviero (Napoli, 22 luglio 1882 – Capri, 11 settembre 1953) è stato un pittore italiano.

## Biografia
Nasce a Napoli e all'età di 17 anni, vincendo le resistenze familiari, asseconda la sua passione artistica iscrivendosi alla scuola serale di disegno per operai a Napoli, dove fu allievo di Tommaso Celentano. Frequenta successivamente l'Istituto di Belle Arti ove fu allievo di Vincenzo Volpe. Nel 1901 si iscrive alla Scuola Libera di Nudo dell'Accademia.
Dopo aver dedicato i primissimi suoi quadri a temi di campagna, di mare e di officine, si diede con predilezione alla realizzazione di volti e di figure, seguendo le orme napoletane di Antonio Mancini e di Michetti per dedicarsi gli ultimi anni alla scultura.
Nel 1909 si reca in Olanda per studiare i grandi maestri del nord Europa e al contempo esegue paesaggi e ritratti che espose all'Aia.
Partecipa ad importanti esposizioni: quelle della Società Promotrice di Napoli e degli Amatori e Cultori di Roma, della Biennale di Venezia (1912, 1920, 1922, 1930) e della Quadriennale di Roma (1935, 1952, 1956). Medaglia d'argento all'Esposizione Internazionale di Barcellona (1911), fu successivamente nominato accademico di San Luca (1916).
Fu anche autore di alcuni testi editoriali, tra gli ultimi: “Questa era Napoli” e “Vincenzo Gemito”.
Nell'ultima parte della sua vita si ritira progressivamente dalle mostre per dedicarsi maggiormente all'insegnamento che svolge presso l'Accademia di Belle Arti a Roma anche nel ruolo di direttore. Muore nel 1953 nella sua villa a Capri.
Uomo di notevoli capacità comunicative, ha scritto articoli critici, saggi, monografie come quella su Vincenzo Gemito. Nel suo libro “Questa era Napoli”, racconta in maniera estremamente evocativa la vita nei luoghi di una Napoli ancora romantica assieme ai personaggi famosi dell’arte napoletana di allora.
Luca Postiglione, parlando di lui in un prezioso libriccino intitolato “Disegni a carbone” dice che egli era un «pittore, scrittore, polemista, conversatore tra i più caustici e deliziosi che abbia conosciuto».
Le sue opere sono presenti presso la Galleria d'Arte Moderna di Roma, la collezione "Renzo Valcarenghi" di Milano, la "Galleria d'Arte Moderna Ricci Oddi" di Piacenza e presso “La Collezione d’Arte del Banco Sanpaolo di Napoli”.